# Биба
Биба (алб. Bibaj) је насељено место у општини Урошевац, на Косову и Метохији. Према попису становништва из 2011. у насељу је живело 1.180 становника.

## Становништво
Према попису из 2011. године, Биба има следећи етнички састав становништва:
| Националност | 2011.          |
| Албанци      | 1.164 (98,64%) |
| недоступно   | 16 (1,36%)     |
| Укупно       | 1.180          |

| Демографија | Демографија | Демографија |
| Година      | Становника  | Становника  |
| ----------- | ----------- | ----------- |
| 1948.       | 255         |             |
| 1953.       | 305         |             |
| 1961.       | 341         |             |
| 1971.       | 443         |             |
| 1981.       | 592         |             |
| 1991.       | 794         |             |
| 2011.       | 1.180       |             |